# Nieuwe Christen-Democraten
De NCD of Nieuwe Christen-Democraten (februari 2002 - maart 2002) was een Belgische politieke partij, opgericht door Johan Van Hecke en Karel Pinxten.

## Geschiedenis
Voor de NCD opgericht werd, waren Karel Pinxten en Johan Van Hecke al in onmin gevallen bij de CVP, de partij waarvan zij beiden lid waren: Van Hecke was oud-voorzitter van deze partij, en Pinxten was al verscheidene malen minister in haar dienst geweest (o.a. van landsverdediging en landbouw). Van Hecke was gescheiden, na overspel met Els De Temmerman, een VTM-journaliste. Pinxten was mede schuldig bevonden in het schandaal rond de dioxinecrisis, en zag zijn kansen om ooit nog weer CVP-minister te worden verkeken.
De opgegeven reden voor het oprichten van de NCD was het hevig protest binnen de CVP tegen het homohuwelijk en het drugsbeleid van de regering-Verhofstadt I, waarna de twee de partij als te conservatief bestempelden.
De NCD was geen lang leven beschoren: het bleek voor de meeste leden een tussenstap richting VLD.

## Bekende leden
Johan Van Hecke, Karel Pinxten, Herman Schueremans, Annemie Turtelboom, Reginald Moreels, Luc Willems, Paul Staes, Hein Diependaele, John Taylor (burgemeester van Wichelen), Tom Van Herreweghe (burgemeester van Buggenhout), Koert Debeuf (was voorzitter a.i. JONGCD&V geweest, later woordvoerder van Guy Verhofstadt).